# Mr. Smith geht nach Washington
Mr. Smith geht nach Washington ist eine US-amerikanische Komödie aus dem Jahr 1939. Regie führte Frank Capra. Der Film entstand nach einer Originalgeschichte von Lewis R. Foster.
In den Hauptrollen sind Jean Arthur und James Stewart zu sehen. Der finale Höhepunkt des Films ist ein Filibuster im US-Senat – eine Marathonrede, um eine politische Abstimmung zu verzögern oder zu verhindern.

## Handlung
In Washington stirbt Samuel Foley, der Senator eines nicht genannten Bundesstaates. Dessen Kollege, Senator Paine, gibt die Nachricht an Gouverneur Hubert „Happy“ Hopper weiter, der das Recht hat, bis zur nächsten Wahl Foleys Nachfolger zu benennen, und der sich dazu mit dem Medienmagnaten Jim Taylor bespricht. Taylor, der dank seiner Macht über die Medien und Wirtschaft den Bundesstaat beherrscht und Hopper nach Belieben kontrollieren kann, ist in den Bau eines Staudammes verwickelt, der zwar eigentlich nicht gebraucht wird, aber Unsummen an Steuergeldern verschlingt. Deshalb beauftragt er Hopper, einen Ersatz für Senator Foley zu finden, der zum einen nicht in diese Machenschaften verwickelt ist und zum anderen leicht beeinflusst werden kann. Nachdem Hopper einige Kandidaten aus politischen Gründen verworfen hat, schlagen ihm seine Kinder Jefferson Smith vor: Der unbedarfte, leichtgläubig-naive Pfadfinderführer ist eine lokale Berühmtheit, der Senator Paine, einen alten Freund seines Vaters, bewundert. Nach einigem Zureden ist Smith schließlich bereit, nach Washington zu gehen und den Posten zu übernehmen.
In der Hauptstadt angekommen, bereitet ihm die Presse einen bösen Empfang und macht ihn lächerlich, weshalb Smith sein Amt niederlegen will. Paine überredet ihn jedoch, zu bleiben und für die Einrichtung eines nationalen Jugendlagers zu kämpfen. Mit Hilfe seiner zynischen Assistentin Clarissa Saunders, die er von seinem Vorgänger übernommen hat, bereitet Smith seine Eingabe an den Senat vor. Als Bauplatz für das Camp hat Smith jedoch ausgerechnet Willets Creek vorgesehen, wo Taylor und Paine ihren Staudamm planen. Clarissa Saunders empfindet zunehmend Sympathie für den unerfahrenen Senator und klärt ihn über die Machenschaften auf. Taylor und Paine versuchen mit allen Mitteln, Smith den Standort auszureden, doch der Idealist erweist sich als unbestechlich.
Als er die Sache öffentlich machen will, wird er von Senator Paine beschuldigt, selbst Grund am Willets Creek erworben zu haben, um damit Geld zu machen. Zeugen und gefälschte Dokumente tauchen zum Beweis der Vorwürfe auf. Desillusioniert will Smith nun endgültig Washington verlassen, aber Clarissa Saunders, die dank Jefferson Smith wieder an das Gute im Menschen glaubt und sich in ihn verliebt hat, beschwört ihn, in Washington zu bleiben und zu kämpfen. Die einzige Chance, die Smith noch hat, ist der Filibuster. Er tritt vor den Senat und beginnt eine Dauerrede, mit der er die Öffentlichkeit und den Senat überzeugen will.
Doch Jim Taylor bietet die gesamte Macht seiner Medien auf, um seinen Staat von den Nachrichten aus Washington abzuschneiden und die von ihm gewünschte Sicht der Dinge unter das Volk zu bringen. Hingegen arbeiten die Kinder im ganzen Land daran, Smith zu helfen, und verteilen die von Smith herausgegebene Pfadfinderzeitung. Dabei werden sie von Taylors Mannen gewaltsam gehindert. Als es zu Verletzten kommt, drängen Clarissa und seine Mutter Smith zur Aufgabe. Zudem werden Körbe von Briefen gegen Smith in den Senat geliefert. Bevor Jefferson Smith nach fast 24 Stunden Dauerrede zusammenbricht, erinnert er Senator Paine an die Zeiten, in denen dieser zusammen mit Smiths Vater „für die verlorene Sache“ gekämpft hat. Paine wird der Verrat seiner Ideale bewusst, er versucht Selbstmord zu begehen, wird aber davon abgehalten. Dann gesteht Paine vor dem versammelten Senat seine Schuld, während der bewusstlose Smith unter Jubelrufen hinausgetragen wird.

## Entstehungsgeschichte
Frank Capra wollte ursprünglich einen Film über den Komponisten Frédéric Chopin drehen, stieß jedoch mit diesem Vorhaben bei Harry Cohn, dem Chef von Columbia Pictures, auf Ablehnung. Cohn wollte von Capra „einen neuen Mr. Deeds“, eine Wiederholung des Filmerfolges Mr. Deeds geht in die Stadt von 1936 mit Gary Cooper. Capra war in hohem Maße verärgert. Der Regisseur hatte in den vorangegangenen Jahren für Columbia eine ganze Reihe von künstlerisch und finanziell erfolgreichen Filmen in Folge abgeliefert und mehr Entgegenkommen vom Studio erwartet. Unmittelbar nach seinem Zusammenprall mit Harry Cohn wurde Capra das Exposé eines Drehbuches mit dem Titel „Der Mann von Montana“ zur Lektüre empfohlen. Capra las es, obwohl der Titel nach einem Western klang, und war sofort begeistert. Er ging zu Cohn, lobte dessen Instinkt und bot an, einen Film zu machen, der Mr. Deeds noch übertreffen würde. Als Arbeitstitel wählte er zu Cohns Freude „Mr. Deeds geht nach Washington“ und plante zunächst Gary Cooper erneut für die Hauptrolle ein. Doch Cooper stand zu diesem Zeitpunkt bei Sam Goldwyn unter Vertrag, der es nach monatelangen Verhandlungen ablehnte, seinen größten Star freizugeben.
Capra hatte sich ohnehin innerlich bereits für James Stewart entschieden, mit dem er im Jahr zuvor erfolgreich für den Film Lebenskünstler zusammengearbeitet hatte. Der jüngere Stewart passte nach Capras Meinung besser zur Rolle als Cooper und verfügte als vom Theater kommender Darsteller für den Höhepunkt des Films, den Filibuster, auch über die bessere Sprechtechnik. Für die weibliche Hauptrolle kam für Capra von Beginn an nur Jean Arthur in Betracht, die bereits in Mr. Deeds Gary Coopers und in Lebenskünstler James Stewarts Partnerin gewesen war, obwohl sie wegen ihres legendären Lampenfiebers als schwierig galt.
Im Oktober 1938 fuhren Capra und sein Autor Sidney Buchman zur Recherche nach Washington. Frank Capra wurde dort zu seiner Überraschung von FBI-Chef J. Edgar Hoover zu einer Besichtigung des FBI-Hauptquartiers eingeladen und durfte an einem Schießstand eine Maschinenpistole abfeuern. Capra erhielt ein von Hoover handsigniertes Foto dieses Ereignisses zum Geschenk. Erst Jahre später sollte Capra erfahren, dass Hoover ihn als Kommunisten verdächtigte und sogar James Stewart bewegen wollte, ihm nachzuspionieren.
Die im Ergebnis gefeierte Zusammenarbeit zwischen James Stewart und Jean Arthur gestaltete sich während der Dreharbeiten problematischer als im Jahr zuvor bei Lebenskünstler. Stewart sollte Arthur später als die beste Schauspielerin bezeichnen, mit der er in seiner Karriere gearbeitet hatte. Und auch Jean Arthur respektierte das Talent ihres Partners, obwohl sie mit Gary Coopers verhaltenem Stil besser zurechtkam als mit dem lebhafter agierenden Stewart. Doch seine schwierige Rolle absorbierte Stewart diesmal zu sehr, als dass er auf die Unsicherheiten seiner Kollegin die von ihr erwartete Rücksicht nehmen konnte. Insbesondere die Filibuster-Szene erforderte Stewarts ganze Konzentration. Er experimentierte bis zur Erschöpfung mit seiner Stimme. Schließlich ließ er sich von einem Hals-Nasen-Ohren-Arzt mit einer Quecksilberchloridlösung eine Halsentzündung setzen, um die Heiserkeit nach vielstündiger Rede echt klingen zu lassen.

## Synchronisation
Die deutsche Synchronbearbeitung wurde erst 1977 im Auftrag des ZDF für die Fernsehausstrahlung angefertigt. Synchronregie führte Erich Ebert.
| Rolle                    | Darsteller       | Synchronsprecher    |
| ------------------------ | ---------------- | ------------------- |
| Jefferson Smith          | James Stewart    | Eckart Dux          |
| Clarissa Saunders        | Jean Arthur      | Maddalena Kerrh     |
| Senator Joseph Paine     | Claude Rains     | Hans Korte          |
| Jim Taylor               | Edward Arnold    | Günther Sauer       |
| Diz Moore                | Thomas Mitchell  | Wolfgang Hess       |
| Gouverneur Hubert Hopper | Guy Kibbee       | Walter Reichelt     |
| Chick McGann             | Eugene Pallette  | Michael Habeck      |
| Senator Agnew            | H. B. Warner     | Leo Bardischewski   |
| Senatspräsident          | Harry Carey      | Arnold Marquis      |
| Senator MacPherson       | Grant Mitchell   | Werner Abrolat      |
| Reporter Nosey           | Charles Lane     | Manfred Lichtenfeld |
| Kenneth Allen            | Russell Simpson  | Herbert Weicker     |
| H. V. Kaltenborn, CBS    | H. V. Kaltenborn | Kurt E. Ludwig      |
| Sweeney Farrell          | Jack Carson      | Hartmut Reck        |
| Carl Cook                | Dick Elliott     | Kurt Zips           |

## Rezeption
Der heute als Klassiker geltende Film war bereits 1939 ein großer Erfolg bei Kritik und Publikum. Von Seiten der Politik kamen jedoch wütende Proteste. Der Führer der demokratischen Mehrheit im Senat, Alben W. Barkley, nannte den Film „grotesk“. Der US-amerikanische Botschafter in Großbritannien, Joseph P. Kennedy, bezeichnete ihn als eine Gefahr für das Ansehen der Vereinigten Staaten in Europa an der Schwelle zu einem Krieg. Die Premiere von Mr. Smith fand im Oktober 1939 wenige Wochen nach dem deutschen Überfall auf Polen statt.
Joseph Goebbels bemühte sich ab Januar 1940 um die Aufführungsrechte für den Film, der sich über Korruption und Parlamentarismus in den USA lustig machte. Zu einer Aufführung in Deutschland kam es jedoch nicht. 1942 zeigten viele Kinobesitzer in Paris bewusst Capras Mr. Smith geht nach Washington als letzten US-Film, bevor ein von den deutschen Besatzern verhängtes Verbot englischsprachiger Filme in Kraft trat.

## Kritiken
- Lexikon des internationalen Films: „Capras berühmte Gesellschaftssatire, die sich für Demokratie und Freiheit des Individuums einsetzt, überzeugt vor allem durch die gelungene Mischung von Scherz und Ernst sowie die hervorragende Darstellung.“[12]
- Leonard Maltin zählte den Film zu den „schönen Capra-Americana“ mit erstklassigen Darstellungen von James Stewart und Jean Arthur.[13]
- Reclams Filmführer fand in dem „typischen Capra-Film“ den „Humor etwas schwerfälliger, die politische Botschaft plakativer als etwa in dem vergleichbaren Film Mr. Deeds geht in die Stadt“ von 1936 mit Gary Cooper.[14]

## Auszeichnungen
Der Film war einer der ersten, der 1989 ins National Film Registry aufgenommen wurde.

### New York Film Critics Circle 1939
- Bester Film
- Bester Darsteller (James Stewart)

### Oscar
- Lewis R. Foster für die beste Originalgeschichte

Insgesamt war Mr. Smith geht nach Washington für die am 29. Februar 1940 im Ambassador Hotel in Los Angeles abgehaltene Oscarverleihung für elf „Academy Awards“ nominiert, unter anderem in den Kategorien Bester Film, Hauptdarsteller, Regie, Schnitt, Filmmusik sowie Beste Nebendarsteller für Claude Rains und Harry Carey.
Auszeichnungen vom American Film Institute aus dem Jahr 2007:
- Platz 26 in der „Liste der 100 besten amerikanischen Filme aller Zeiten“
- die von James Stewart verkörperte Rolle des Jefferson Smith belegte Rang 11 in der „Liste der 25 größten amerikanischen Filmhelden aller Zeiten“
- einen Spitzenplatz 5 erhielt der Film in der „Liste der 100 am inspirierendsten amerikanischen Filme aller Zeiten“